# Georgia en los Juegos Olímpicos de Atenas 2004
Georgia estuvo representada en los Juegos Olímpicos de Atenas 2004 por un total de 32 deportistas que compitieron en 10 deportes.  
El portador de la bandera en la ceremonia de apertura fue el yudoca Zurab Zviadauri.

## Medallistas
El equipo olímpico georgiano obtuvo las siguientes medallas:
| Nombre            | Deporte            | Competición |
| ----------------- | ------------------ | ----------- |
| Oro               |                    |             |
| Guiorgui Asanidze | Halterofilia       | 85 kg M     |
| Zurab Zviadauri   | Judo               | –90 kg M    |
| Plata             |                    |             |
| Nestor Jerguiani  | Judo               | –60 kg M    |
| Ramaz Nozadze     | Lucha grecorromana | 96 kg M     |
| Bronce            |                    |             |
| —                 |                    |             |